# Rochefourchat
Rochefourchat [ʁɔʃfuʁʃa] ist eine Gemeinde im französischen Département Drôme in der Region Auvergne-Rhône-Alpes. Die Gemeinde hat 2 Einwohner (1. Januar 2022) und ist damit, sieht man von einigen im Ersten Weltkrieg zerstörten und verlassenen Gemeinden in Lothringen ab, die nach Einwohnerzahl kleinste Gemeinde Frankreichs. Die flächenmäßig kleinste Gemeinde ist Castelmoron-d’Albret im Département Gironde.

## Geografie
Der Ort liegt in einer sehr dünn besiedelten Region. Die Stadt Die ist gut 20 Kilometer entfernt, Montélimar gut 40 Kilometer (jeweils Luftlinie).
Die Gemeinde liegt auf einer Höhe von 600 bis 1513 Metern. Sie erstreckt sich über ein Gebiet von 12,74 Quadratkilometern.

## Bevölkerungsentwicklung
| Jahr                       | 1962 | 1968 | 1975 | 1982 | 1990 | 1999 | 2007 | 2016 |
| Einwohner                  | 14   | 6    | 2    | 3    | 2    | 1    | 1    | 1    |
| Quellen: Cassini und INSEE |      |      |      |      |      |      |      |      |

## Politik
Obwohl die Gemeinde nur einen ständigen Einwohner hat, hat sie einen aus 9 Personen bestehenden Gemeinderat. Keine Person des Gemeinderats wohnt innerhalb der Gemeinde. 2010 betrug der Haushalt der Kommune 18.704 €. 